# Giuseppe Gramegna
Giuseppe Gramegna (Ruvo di Puglia, 12 gennaio 1898 – Roma, 12 agosto 1986) è stato un avvocato, politico e antifascista italiano.

## Biografia
Nato e cresciuto a Ruvo di Puglia, si iscrive nel 1924 al Partito Comunista d'Italia, iniziando la militanza comunista durante il regime fascista. Subito vicino alle vertenze dei braccianti della Terra di Bari, diventerà anche un punto di riferimento per gli antifascisti pugliesi. Dopo la fine della seconda guerra mondiale, rivestirà per lungo tempo la carica di sindaco di Ruvo e di segretario della Federazione comunista di Bari. Nel 1948 è eletto senatore tra le file del Partito Comunista Italiano, carica che ha ricoperto fino al 1968, terminata la IV legislatura.{{
Dopo la morte, nel 1991 il nome del senatore Gramegna spunta negli elenchi dei comunisti, socialisti, sindacalisti e giornalisti da arrestare e confinare in Sardegna, qualora fosse riuscito il Piano Solo del 1964.